# Alfred Gomolka

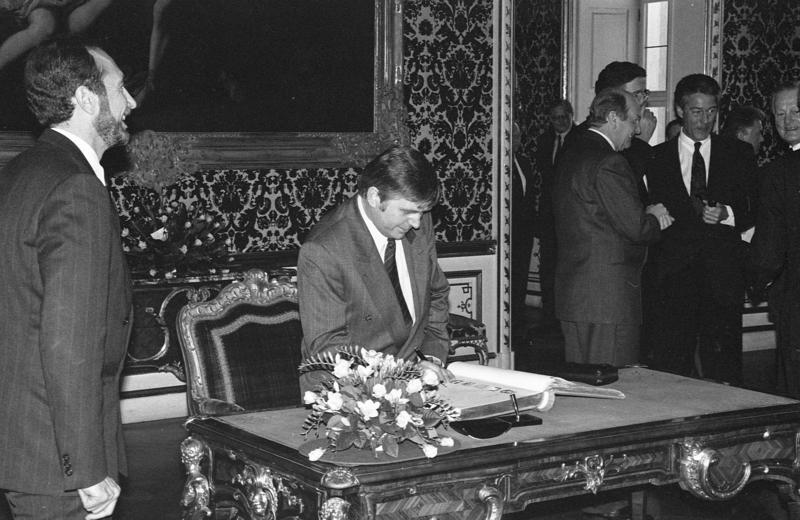
Alfred Gomolka jako premier Meklemburgii-Pomorza Przedniego (1990)

Alfred Gomolka (ur. 21 lipca 1942 we Wrocławiu, zm. 24 marca 2020 w Schwerinie) – niemiecki polityk, przez trzy kadencje poseł do Parlamentu Europejskiego, w latach 1990–1992 premier Meklemburgii-Pomorza Przedniego.

## Życiorys
Maturę zdał w 1960 w szkole średniej w Eisenach. Studiował geografię i germanistykę na Uniwersytecie w Greifswaldzie. Przez rok pracował jako nauczyciel, następnie wykładowca akademicki. W 1971 obronił doktorat, w 1988 uzyskał habilitację. W pracy naukowej zajmował się głównie geomorfologią i geografią historyczną.
W 1960 został członkiem koncesjonowanej Unii Chrześcijańsko-Demokratycznej w NRD. Usunięto go z niej w 1968, ponownie członkostwo uzyskał trzy lata później. Był m.in. członkiem zarządu tego ugrupowania w Greifswaldzie. Od 1979 do 1984 pełnił funkcję doradcy ds. środowiska i gospodarki wodnej w administracji miejskiej.
W 1990 został wybrany do Izby Ludowej NRD (Volkskammer). Po zjednoczeniu wstąpił do ogólnokrajowej CDU, w latach 90. kierował jej strukturami w Greifswaldzie. Od 1990 do 1994 zasiadał w landtagu Meklemburgii-Pomorza Przedniego. W październiku 1990 został pierwszym po zjednoczeniu premierem tego kraju związkowego, urząd ten sprawował do marca 1992. W latach 1991–1992 był także przewodniczącym Bundesratu.
W 1994 z listy Unii Chrześcijańsko-Demokratycznej po raz pierwszy objął mandat deputowanego do Parlamentu Europejskiego. W wyborach w 1999 i 2004 z powodzeniem ubiegał się o reelekcję z ramienia CDU. Był m.in. członkiem grupy chadeckiej, a w latach 1997–2004 przewodniczącym Delegacji do Wspólnej Komisji Parlamentarnej UE-Łotwa.
Nie ubiegał się o reelekcję w 2009.